# Голлі Данфорд
Голлі Данфорд (14 жовтня 1999 , Епсом, Південно-Східна Англія ) — британська веслувальниця, бронзова призерка Олімпійських ігор 2024 року.

## Виступи на Олімпіадах
| Олімпіада  | Дисципліна | Місце |
| ---------- | ---------- | ----- |
| Париж 2024 | вісімки    | 3     |

## Зовнішні посилання
- Голлі Данфорд на сайті World Rowing (англійська)
- Голлі Данфорд на сайті Olympics.com (англійська)
- Голлі Данфорд на сайті British Olympic Association (англійська)